# Oxystoma pomonae
Espèce
Oxystoma pomonae est une espèce d'insectes de l'ordre des coléoptères, de la super-famille des Curculionoidea, de la famille des Brentidae (anciennement des Apionidae), de la sous-famille des Apioninae.
Ce coléoptère est assez pubescent, ses élytres bleu-verdâtre le plus souvent, ses pattes noires.
Il vit sur les pois et les vesces. Ses larves se nourrissent des cosses.

## Synonymie
Selon BioLib (21 aout 2021) :
- Attelabus pomonae Fabricius, 1798
- Apion pomonae (Fabricius, 1798)
- Oxystoma breviatum Desbrochers des Loges, 1875
- Curculio caerulescens Marsham, 1802
- Curculio coerulescens Marsham, 1802
- Apion conspicuum Desbrochers des Loges, 1867
- Attelabus cyaneus Panzer, 1794 (unavailable name) unav.
- Curculio glaber Marsham, 1802
- Curculio glabrum Marsham, 1802
- Apion subulatum Illiger, 1808